# Сорокоуст
Сорокоу́ст — ежедневное молитвенное поминовение в течение сорока дней в Русской православной церкви.
Сорок литургий подряд (каждую службу) на проскомидии изымается частичка из просфоры с поминанием имени живого или усопшего (отсюда можно заказывать сорокоуст о здравии и за упокой), и в конце литургии с молитвой «Отмый, Господи, грехи поминавшихся зде кровию Твоею честною, молитвами святых Твоих» священник опускает данную частичку в Чашу с Кровию Христовой. Так происходит сорок раз на протяжении этого же количества Божественных литургий
Сорокадневное поминовение включает в себя как церковное, совершаемое во время литургии, так и частное домашнее. Церковное поминовение совершается во время проскомидии; за усопшего христианина священнослужитель вынимает частицу просфоры, при этом говоря: «Помяни, Господи, (указывается написанное нами имя)». Частное поминовение в первые сорок дней после смерти состоит из чтения Псалтири и совершается обычно родственниками, близкими к умершему людьми либо специально нанятым христианином.

## Определение
Число сорок — знаменательное, часто встречающееся в Священном Писании. Иудейский народ скитался в пустыне сорок лет, пророк Моисей постился сорок дней, Спаситель после Своего Крещения провёл в пустыне сорок дней, а после Своего Воскресения в продолжение сорока дней учил Апостолов тайнам Царства Божиего. Русская Православная Церковь установила правило совершать поминовение усопших в продолжение сорока дней (сорокоуст) и особенно на сороковой день. В течение сорока дней душа усопшего проходит испытания на мытарствах, а на сороковой день совершается частный суд. Предполагается, что как Христос победил искушения диавола, пробыв сорок дней в посте и молитве, так и Святая Церковь, принося в продолжение сорока дней молитвы, милостыни и бескровные жертвы по усопшим, помогает им силой Божией победить воздушного князя тьмы и получить Царство Небесное.
Сорокоуст в виде поминовения на Литургии в течение сорока дней есть только в православных церквях, ведущих традицию от Киевской Руси, а также в Украинской греко-католической церкви (униатской).

## История
В древней Руси в больших городах приходы делились на так называемые «сороки», — по типу современных благочинных округов. В каждом таком «сороке» было сорок церквей, считая все придельные, которые все имели свои особые причты, «придельных попов». В таком сороке сразу в один день можно было совершить весь сорокоуст, все сорок литургий, отслужив их во всех церквах данного сорока. По замечанию историка русской церкви профессора Е. Е. Голубинского (1834—1912), «сорокоуст собственно значит служба в сорока церквах в день поминовения» (3-й, 9-й, 40-й по смерти). (Голубинский Е., проф., История Русской Церкви, период второй, т. II)